# Sarax seychellarum
Espèce
Synonymes
- Charinus seychellarum Kraepelin, 1898

Statut de conservation UICN

 VU B1ab(iii)+2ab(iii) : Vulnérable
Sarax seychellarum est une espèce d'amblypyges de la famille des Charinidae.

## Distribution
Cette espèce est endémique des Seychelles.

## Description
Sarax seychellarum mesure 11 mm.
La carapace des mâles décrits par Miranda, Giupponi, Prendini et Scharff en 2021 mesure de 2,80 à 4,56 mm de long sur de 4,10 à 6,48 mm.

## Systématique et taxinomie
Cette espèce a été décrite sous le protonyme Charinus seychellarum par Kraepelin en 1898. Elle est placée dans le genre Sarax par Miranda, Giupponi, Prendini et Scharff en 2021.

## Étymologie
Son nom d'espèce lui a été donné en référence au lieu de sa découverte, les Seychelles.

## Publication originale
- Kraepelin, 1898 : « Neue Pedipalpen und Skorpione des Hamburger Museums. » Mitteilungen aus dem Naturhistorischen Museum im Hamburg, vol. 15, p. 39-44 (texte intégral).